# Bryce Crawford
Bryce Low Crawford Jr. (New Orleans, 27 de novembro de 1914 - Arden Hills, Minnesota, 16 de setembro de 2011) foi um químico americano (físico-química) e professor da Universidade de Minnesota.
Crawford cresceu na área de San Francisco e El Paso e estudou na Universidade de Stanford com bacharelado em 1934 e mestrado em 1935. Em 1937 ele recebeu seu doutorado de Paul Clifford Cross sobre o assunto O espectro infravermelho do sulfeto de hidrogênio.  Como estudante de pós-graduação, ele trabalhou com Edgar Bright Wilson em Harvard e depois como instrutor em Yale. A partir de 1940 ele foi professor assistente e, a partir de 1946, professor de físico-química na Universidade de Minnesota.
Ele lidou com espectroscopia molecular e foi presidente do Chemical Abstract Committee da ACS de 1969 a 1972. Durante a Segunda Guerra Mundial, ele trabalhou com combustíveis para foguetes.
Em 1950/51 foi Guggenheim Fellow na Caltech e Fulbright Fellow em Oxford e em 1961 no Japão.
Em 1982 ele recebeu a Medalha Priestley. Em 1956, tornou-se membro da National Academy of Sciences, da qual era secretário, e em 1977 da American Academy of Arts and Sciences. Desde 1971 ele foi membro da American Philosophical Society.